# Once More with Feeling: Videos 1996-2004
Once More with Feeling: Videos 1996-2004 è una raccolta di video musicali della band Alternative rock Placebo pubblicata nel dicembre del 2004 in contemporanea con il greatest hits Once More with Feeling: Singles 1996-2004.

## Tracce
1. 36 Degrees
2. Teenage Angst
3. Nancy Boy
4. Bruise Pristine
5. Pure Morning
6. You Don't Care About Us
7. Every You Every Me
8. Without You I'm Nothing ft. David Bowie
9. Taste In Men
10. Slave To The Wage
11. Special-K
12. Black-Eyed
13. The Bitter End
14. This Picture
15. Special Needs
16. English Summer Rain
17. Protège-moi

### Contenuti speciali
- Twenty Years (Videoclip) (4:19)
- Care In the Community (Documentario) (37:00 approx)
- Spite & Malice (3:51) Placebo ft. Justin Warfield (Live al Reading Festival 2000)
- Twentieth Century Boy (3:50) Placebo ft. David Bowie (Live ai Brit Awards 1999)
- Nancy Boy (4:17)
- Peeping Tom (5:54)
- Live Tour Visual
- Soulmates - Live in Paris(1:57) (trailer)
- English Summer Rain (Live) (3:10)